# مراجعة منهجية
المراجعة المنهجية هي تجميع الأدلة على أساس علمي حول موضوع مطروح بشكل واضح باستخدام الأساليب النقدية من أجل تحديد الأبحاث ذات الصلة بالموضوع وتعريفها وتقييمها. تعمل المراجعة المنهجية على استخراج البيانات من الدراسات المنشورة حول الموضوع (في الأدبيات العلمية) وتفسيرها، ومن ثم تحليلها، ووصفها، وتقييمها بشكل نقدي وتلخيص تفسيراتها في استنتاج منقح مسند بالدليل. على سبيل المثال، تُعد المراجعة المنهجية للتجربة المنضبطة المعشاة إحدى الطرق المستخدمة من أجل تلخيص الطب المسند بالدليل وتطبيقه.
بينما يمكن تطبيق المراجعة المنهجية في سياق الطب الحيوي أو الرعاية الصحية، فقد تُستخدم أيضًا في المجالات التي يساعد فيها تقييم الموضوع المحدد بدقة على تعزيز الفهم في مجال البحث. قد تعمل المراجعة المنهجية على اختبار الفحوصات السريرية، وتداخلات الصحة العامة، والتداخلات البيئية، والتداخلات الاجتماعية، والآثار الضارة، وتجميعات الأدلة النوعية، والمراجعات النهجية، ومراجعات السياسات والتقييمات الاقتصادية.
ترتبط المراجعة المنهجية ارتباطًا وثيقًا بالتحليل التلوي، وغالبًا ما تجمع الحالة نفسها بين الاثنين (إذ تُنشر تحت العنوان الفرعي «مراجعة منهجية وتحليل تلوي»). يتمثل الفرق بين الاثنين في اعتماد التحليل التلوي على الأساليب الإحصائية بهدف استقراء رقم واحد من مجموعة البيانات المجمعة (مثل حجم التأثير)، بينما يستبعد التعريف الصارم للمراجعة المنهجية مثل هذه الخطوة. مع ذلك، عند ذكر أحدهما في الممارسة العملية، غالبًا ما يُذكر الآخر كذلك، إذ تُعد المراجعة المنهجية ضرورية لتجميع المعلومات التي يحللها التحليل التلوي، وقد يُشار في بعص الأحيان إلى حالة ما باعتبارها مراجعة منهجية، حتى مع تضمنها المكون التحليلي التلوي.
يُعد فهم المراجعات المنهجية وكيفية تطبيقها بشكل عملي أمرًا شائعًا بين المتخصصين في مجال الرعاية الصحية، والصحة العامة والسياسة العامة.
تتناقض المراجعة المنهجية مع نوع المراجعة الذي يُطلق عليه غالبًا اسم المراجعة السردية. تعمل كل من المراجعات المنهجية والمراجعات السردية على مراجعة الأدبيات (الأدبيات العلمية)، لكن يشير مصطلح مراجعة الأدبيات دون تحديد إضافي إلى المراجعة السردية.

## المراحل
على الرغم من وجود أنواع عديدة من طرق المراجعة المنهجية المختلفة، يمكن تلخيص المراحل الرئيسية للمراجعة على النحو التالي:

### تحديد سؤال البحث
يفيد البعض بأن «أفضل الممارسات» منطوية على «تحديد سؤال قابل للإجابة» ونشر بروتوكول المراجعة قبل البدء بها بهدف التخفيف من خطر تكرار الأبحاث غير المخطط له فضلًا عن تمكين الشفافية والاتساق بين المنهجية والبروتوكول. غالبًا ما تخضع المراجعات السريرية للبيانات الكمية للهيكلة باستخدام الاختصار «بيكو» أو PICO، الذي يرمز إلى «المجموعة السكانية Population أو المشكلة Problem»، و«التداخل Intervention أو التعرض Exposure»، و«المقارنة Comparison» و«النتيجة Outcome»، مع وجود اختلافات أخرى لأنواع أخرى من الأبحاث. بالنسبة إلى المراجعات النوعية، يُستخدم الاختصار «بيكو» أو PICo، الذي يرمز إلى «المجموعة السكانية Population أو المشكلة Problem»، و«الاهتمام Interest» و«السياق Context».

### البحث عن المصادر
قد تشمل المعايير ذات الصلة اختيار الأبحاث ذات الجودة الجيدة والقادرة على الإجابة على سؤال البحث المحدد. يجب تصميم استراتيجية البحث بطريقة من شأنها استرجاع الأدبيات المتوافقة مع معايير الإدراج والاستبعاد المحددة في البروتوكول. يجب على قسم المنهجية المستخدمة في المراجعة المنهجية إدراج جميع قواعد البيانات ومؤشرات المراجع التي شملها البحث. يمكن التحقق من عناوين المقالات المحددة وملخصاتها وفقًا لمعايير الصلاحية والأهمية محددة مسبقًا. يمكن تعيين تقييم موضوعي للجودة المنهجية الخاصة بكل دراسة مدرجة، ومن الأفضل تطبيق ذلك من خلال استخدام أساليب متوافقة مع بيان عناصر التقارير المفضلة للمراجعات المنهجية والتحليلات التلوية، أو معايير كوشران.
تشمل مصادر المعلومات الشائعة التي تُستخدم في البحث قواعد البيانات العلمية للمقالات الخاضعة لمراجعة الأقران مثل مدلاين، وشبكة العلوم، وإيمباز وببمد، بالإضافة إلى مصادر الأدبيات غير المنشورة مثل سجلات التجارب السريرية ومجموعات الأدبيات الرمادية. يمكن أيضًا استمداد المراجع الرئيسية من خلال طرق إضافية عديدة مثل البحث عن الاستشهادات، والتحقق من قوائم المراجع (يرتبط ذلك بطريقة بحث معروفة باسم «زراعة اللؤلؤ»)، والبحث اليدوي في مصادر المعلومات غير المفهرسة في قواعد البيانات الإلكترونية الكبرى (يُطلق على ذلك أحيانًا اسم «البحث اليدوي») والتواصل بشكل مباشر مع الخبراء في هذا المجال.
من أجل ضمان بحث منهجي، يجب على الباحثين استخدام مجموعة من المهارات وأدوات البحث المختلفة مثل عناوين موضوعات قاعدة البيانات، والبحث عن الكلمات المفتاحية، والمشغلات المنطقية والبحث المقارب بالتزامن مع محاولة تحقيق التوازن بين الحساسية (المنهجية) والضبط (الدقة). يمكن أيضًا إشراك متخصص في المعلومات أو أمين مكتبة خبير لتقديم المساعدة في تحسين جودة استراتيجيات البحث وإعادة التقرير في المراجعة المنهجية.

### «استخراج» البيانات ذات الصلة
يمكن «استخراج» البيانات ذات الصلة من مصادر البيانات وفقًا لطريقة المراجعة. تكون طريقة استخراج البيانات محددة بنوع البيانات نفسها، ولا تنطبق البيانات المستخرجة عن «النتائج» إلا على أنواع محددة من المراجعات. على سبيل المثال، قد تستخرج المراجعة المنهجية للتجارب السريرية بيانات حول كيفية إجراء البحث (غالبًا ما يُطلق على ذلك اسم الطريقة أو «التداخل»)، والأفراد المشاركين في البحث (بما في ذلك عددهم)، وكيفية دفع نفقاته (على سبيل المثال، مصادر التمويل) والأمور التي خلص إليها (النتائج). تخضع البيانات ذات الصلة لعملية الاستخراج ومن ثم «الدمج» في مراجعة تأثير التداخلات، التي تسمح بإمكانية إجراء التحليل التلوي.

### تقييم صلاحية البيانات
تشمل هذه المرحلة تقييم صلاحية البيانات بهدف تضمينها في المراجعة من خلال الحكم عليها وفقًا للمعايير المحددة في المرحلة الأولى. قد يشمل ذلك تقييم مدى قدرة مصدر البيانات على تلبية معايير الصلاحية وتسجيل سبب اتخاذ قرار إدراج هذه البيانات في المراجعة أو استبعادها منها. يمكن استخدام برامج البرمجيات المختلفة في دعم عملية الاختيار، بما في ذلك أدوات استخراج النصوص والتعلم الآلي، التي يمكنها المساهمة في أتمتة جوانب العملية. تمثل «مجموعة أدوات المراجعة المنهجية» كتالوج أدوات قائم على الويب ومدفوع بواسطة المجتمع، إذ يساعد المراجعين في اختيار الأدوات المناسبة للمراجعات.

### تحليل البيانات ودمجها
يسمح تحليل البيانات ودمجها بتوفير نتيجة إجمالية من جميع البيانات. نظرًا إلى استخدام هذه النتيجة المجمعة بيانات نوعية أو كمية من جميع مصادر البيانات المقبولة، يمكن اعتبارها أكثر موثوقية باعتبارها قادرة على تقديم أدلة أفضل، إذ تزداد ثقتنا في الاستنتاجات كلما زادت البيانات التي يتضمنها البحث. تشمل بعض المراجعات المنهجية تحليلًا تلويًا عندما يقتضي الأمر ذلك، إذ يستخدم بدوره الأساليب الإحصائية من أجل دمج البيانات من مصادر متعددة. قد تستخدم المراجعة بيانات كمية، أو قد توظف تحليلًا تلويًا نوعيًا من أجل جمع البيانات من الدراسات النوعية. قد تجمع المراجعة أيضًا الاستنتاجات من الدراسات الكمية والنوعية في أساليب مدمجة أو تجميعات شاملة. يمكن في بعض الأحيان تقديم تصور مرئي عن مجموعة البيانات المستخلصة من التحليل التلوي. تستخدم إحدى هذه الأساليب الرسم الغابي (الذي يُطلق عليه أيضًا اسم بلوبوغرام). في مراجعة تأثير التداخلات، يمثل الألماس الموجود في «الرسم الغابي» النتائج المجمعة لجميع البيانات المضمنة. تشمل الأمثلة على «الرسم الغابي» شعار تعاونية كوشران. يمكن يتخذ الشعار هيئة الرسم الغابي لإحدى المراجعات الأولى التي أظهرت أن إعطاء الكورتيكوستيرويدات للنساء المعرضات لخطر الولادة المبكرة من شأنع إنقاذ حياة الطفل حديث الولادة.
تشمل ابتكارات التصور المرئي الحديثة رسم القطرس، الذي يرسم القيم الاحتمالية مقابل أحجام العينات، مع إنشاء منحنيات تقريبية لحجم التأثير لتسهيل التحليل. يمكن استخدام هذه المنحنيات في استقراء أحجام التأثير من الدراسات التي خضعت للتحليل والتقرير بطرق متنوعة عدة. تتمتع مثل هذه التصورات المرئية بمزايا إضافية مقارنة بأنواع أخرى عند مراجعة التداخلات المعقدة.

## اقرأ أيضاً
- بحث علمي
- طب مسند بالدليل
- تحليل تلوي